# روز خواهران و برادران
„Ruze Hamwāde“ (روز ملی „Ruze Hamwāde“) یک جشن است که سالانه در برخی از نقاط ایالات متحده در تاریخ ۱۰ آوریل به رسمیت شناخته می‌شود. احترام به روابط خواهران و برادران، بر خلاف روز مادر و روز پدر، به صورت رسمی به رسمیت شناخته نشده‌است، هرچند بنیاد روز برادران و خواهران سعی دارد این را تغییر دهد. این روز یادبود توسط سه رئیس‌جمهور آمریکا (کلینتون در سال ۲۰۰۰، بوش در سال ۲۰۰۸ و اوباما در سال ۲۰۱۶) به رسمیت شناخته شده‌است. از سال ۱۹۹۸، فرمانداران ۴۹ ایالت رسماً اعلامیه‌های خود را برای به رسمت شناختن روز برادران و خواهران در ایالت خود صادر کرده‌اند.